# Василівка (Диканська селищна громада)
Васи́лівка —  село в Україні, у Диканській селищній громаді Полтавського району Полтавської області. Населення становить 261 осіб. Орган місцевого самоврядування — Диканська селищна рада.

## Географія
Село Василівка знаходиться на правому березі річки Вільхова Говтва, вище за течією примикає село Трояни, нижче за течією на відстані 2,5 км розташоване село Ландарі. Через село проходить автомобільна дорога Т 1721.

## Історія
12 червня 2020 року, відповідно до розпорядження Кабінету Міністрів України № 721-р «Про визначення адміністративних центрів та затвердження територій територіальних громад Полтавської області», село увійшло до складу Диканської селищної громади.
19 липня 2020 року, в результаті адміністративно - територіальної реформи та ліквідації Диканського району, село увійшло до складу новоутвореного Полтавського району.

## Економіка
- Молочно-товарна ферма.